# Bajulan
Bajulan is een bestuurslaag in het regentschap Nganjuk van de provincie Oost-Java, Indonesië. Bajulan telt 5385 inwoners (volkstelling 2010).